# Raketa
Raketa (russe : Ракета) est une marque de montres russes produites depuis 1961, par l'usine de montres de Petrodvorets à Saint-Pétersbourg.
Fondée en 1721 par Pierre le Grand et initialement spécialisée dans la taille de pierres semi-précieuses, c'est la plus vieille usine de Russie encore en activité. Sous l'ère soviétique l'usine devient le fournisseur principal en pierres de précision pour l'industrie horlogère nationale. À partir de 1946 l'usine assemble les montres Zvezda et Pobeda puis se spécialise dans la fabrication de montres à partir de 1949. La marque Raketa est lancée à partir de 1961 à la suite du premier vol habité dans l’espace de Youri Gagarine.
Dans les années 1980, la production de Raketa était d'environ 5 millions de montres par an. Les montres Raketa étaient utilisées par l’Armée rouge, la Marine soviétique, par les explorateurs du Pôle Nord et la population civile soviétique, mais ont également été exportées en occident, sous cette dénomination ou sous diverses autres marques (Sekonda, Cornavin, etc.).
L'écrivain et voyageur français Sylvain Tesson est membre du conseil d'administration de Raketa.

## Origines de la marque
Dans les années 1920, avant que l’usine de montres de Petrodvorets ne produise des mécanismes horlogers, elle produisait des pierres techniques pour l’industrie militaire et l’industrie horlogère. En 1949 l’Usine a produit ses premières montres sous les marques Zvezda et Pobeda. La production horlogère de cette usine sera ensuite diffusée sous plusieurs autres marques : Baltika, Cardinal, Cbet, Cornavin, Corsar, Exacta Raketa, Leningrad, Majak, Neva, Peterhoff, Petrodvoretz, Pilot, Polarnie, Rekord, Russia, Sekonda, Start, etc.
C'est en l'honneur de Youri Gagarine que l’Usine de Petrodvorets estampille ses nouveaux modèles sous le nom de Raketa (qui signifie en russe « Fusée ») en 1961. Mais à l’apogée de la guerre froide, les pays occidentaux ont interprété négativement cette nouvelle marque, pensant qu’elle faisait référence au lancement de la nouvelle génération de missiles intercontinentaux R-16. Cette image négative à l’ouest ne s’est pas arrangée en 1976 : lorsque le gouvernement soviétique décide de retirer les R-16 du service, les milliers d’employés de l’Usine de montres de Petodvorets décident de venir au travail habillés de noir pour porter le deuil en mémoire du retrait de ces missiles. Cette boutade fit la une de certains journaux soviétiques « Les montres Raketa perdent leur grand frère le R-16 ».

## Le mouvement Raketa 2609N
Le mouvement « Raketa – 2609N » a servi de base pour produire deux douzaines de mécanismes : dont des mécanismes emblématiques avec calendrier, avec cadran 24 heures pour les explorateurs polaires et les sous-mariniers, mais aussi des montres antimagnétiques et des modèles spéciaux pour l’armée. Les montres mécaniques Raketa ont été exportées dans tous les pays d’influence communiste et au-delà. Elles s’affichèrent jusqu’aux poignets de Mikhaïl Gorbatchev et Fidel Castro : En 1985, en la faveur d'une visite en Italie, les journalistes s'intéressèrent de près à la montre portée par Mikhaïl Gorbatchev et dont le 12 avait laissé place à un zéro.
Interrogé sur sa montre singulière et sa numérotation étrange Mikhaïl Gorbatchev aurait répondu que « les Russes commencent de zéro ». La montre en question est surnommée par les collectionneurs « Raketa Big Zéro ».
La production de la marque Raketa à cette époque est alors considérée comme particulièrement fiable et reste encore actuellement une référence en termes de montre mécanique. En 1989 chaque usine Raketa se charge d'une activité spécifique : l'une d'elles perpétue l'activité historique de coupe de pierres semi-précieuses, et produira des variantes en séries limitées de certaines montres Raketa (munie d'un cadran en pierre).

## La chute de l'Union Soviétique
Puis vint la chute de l'URSS et les privatisations sauvages. Une partie de l'usine est rapatriée dans d'anciens garages. La qualité de fabrication des montres chute inévitablement et les stocks de la période soviétique sont écoulés. Au tournant des années 1990 et 2000, de nombreuses contrefaçons apparaissent sur le marché souvent constituées d'assemblages hétéroclites de pièces détachées authentiques derrière de faux cadrans fantaisistes. Elle survit grâce aux commandes militaires jusqu'à son rachat en 2009 par Duraine, un fonds d'investissement dirigé par le Français Jacques von Polier alors que la production annuelle est tombée à peine 10 000 montres.

## 2009: la réorganisation
Depuis, de nouveaux modèles ont vu le jour, inspirés des montres les plus iconiques de l'histoire de la marque.
Les montres actuelles (dont la production annuelle s'élève dorénavant à 40 000 pièces) sont animées par des mouvements globalement conçus durant la période soviétique, mais Raketa travaille sur la conception, la production et la commercialisation de nouveaux mouvements.
Raketa est aujourd'hui une des rares marques horlogères au monde à produire ses mouvements de A à Z incluant le spiral et l'échappement.

## Un produit de luxe fabriqué en Russie
Raketa opère dorénavant une très nette montée en gamme, en relevant ses standards de qualité et de finition et à grand renfort de communication : médias, événements et ambassadeurs de la marque. La marque est d'ailleurs soutenue par le mannequin Natalia Vodianova, qui a dessiné une montre incrustée de rubis, mais aussi le président russe Vladimir Poutine, le champion Olympique Vic Wild et le ministre de la défense Choigou.
Le cosmonaute Sergueï Krikaliov a collaboré à la création d'une montre Baïkonour MKS qui peut fonctionner dans une station spatiale, avec un cadran 24 heures permettant de distinguer le jour de la nuit.
La marque Pobeda a été relancée et embarque des mouvements à quartz. Elle constitue l'entrée de gamme des productions Raketa, les montres estampillées Raketa étant mues par des mouvements mécaniques, manuels ou automatiques.

## Un savoir-faire sauvegardé
Raketa est à ce jour l'une des rares marques horlogères à produire la totalité des pièces de ses montres et l'une des dernières reliques de l'industrie horlogère soviétique. Raketa a également fabriqué l'horloge monumentale du magasin Dietsky mir, à Moscou.